# 관더싱
관더싱(關德興, MBE, 1905년 6월 27일 ~ 1996년 6월 28일)은 홍콩 오극(粵劇; 광동의 전통극) 배우이자 각본가, 영화 배우 겸 무술가이다. 또한 많은 영화에서 황비홍(黃飛鴻)을 연기한 배우로 유명하다.
청나라 광둥 성 광저우에서 둘째 아들로 출생하였으며, 지난날 한때 청나라 광둥 성 카이핑 치칸 진에서 잠시 유아기를 보낸 적이 있는 그는 어릴 때 소무(小武) 정취(靚就)에게서 오극을 배웠고, 그래서 사람들에게서 "신정취(新靚就)"라는 별명을 얻었고, 신마사증(新馬師曾)과 함께 이름이 높았다.
관덕흥은 60년 동안 영화계에 종사하면서, 130편에서 주연을 맡았는데, 그 중 87편이 황비홍 역할이었다. 황비홍 영화는 세계에서 가장 많은 시리즈가 나온 영화이며, 관덕흥은 한 시리즈 영화에 가장 많은 주연을 한 배우이다.
영화 산업 외에서도 무술에 심취하여, 일찍이 홍가권(洪家拳)을 배워 백학파(白鶴派) 및 기타 유파에 속하였으며, 스스로 무극강유권(無極剛柔拳)을 창시하였다.

## 생애
1905년 광둥성 광저우(廣州)에서 태어났으며, 본적은 광둥성(廣東省) 카이핑 시(開平市) 치칸 진(赤坎鎮)이다. 빈한한 가정의 둘째 아들로 태어나, 부친을 어려서 병으로 여의었다. 12세에 돈을 벌기 위해 차력을 시작하였으며, 잠시 건축 일을 하기도 하였다. 13세에는 싱가포르에 가서 음식점 종업원을 하면서 연극을 배우기 시작했다. 16세에 광저우로 가서 홍선반(紅船)에 올랐으며, 때때로 고향에 내려가 연출을 하였다. 후에 오극을 갈고 닦기 위해 정원형(靚元亨)의 제자가 되었다. 또한 각본에 뜻을 두었고, 장편 소설을 쓰기도 하였는데 출판되지 않았다.
1928년(23세)에，결혼하였다. 부인은 배우 찰각승(札腳勝)의 딸이며, 후에 아들을 얻어 이름을 관한천(關漢泉)이라 하였다.
1932년，미국 샌프란시스코에서 영화 《가려정조(歌侶情潮)》의 주연을 맡았다.
1935년，《작일지가(昨日之歌)》의 주연을 맡았다. 항일전쟁 시기, 광동에서 오극단을 조직하는 데 참여, 광동과 후난 등지에서 항일 연극을 하였으며, 백구영(白駒榮), 호접영(胡蝶影), 풍경화(馮鏡華) 등과 함께 보경극원(普慶戲院)에서 항일 연극을 거행하였다. 항일 선전 및 군위문 활동을 하였고, 또한 전 미국을 순회하며 항일 모금운동을 전개하여 애국예인(愛國藝人)으로 칭송받았다. 50년대에는 "관덕흥극단(關德興劇團)"을 조직하였고, 후에는 부상으로 인해 약사로 전직하고 영화를 부업으로 삼게 되었다.
1952년，홍콩 킹스 로드(King's Road, 英皇道)에 관덕흥의 약국이 열렸다. 주로 골절과 류머티즘 약을 팔았다.
1953년，당시 영국 식민지였던 말레이 반도 벽력고강주(霹靂古岡州) 공회(公會)에 무술교련으로 초청되어，4년 동안 중국 무술을 가르쳤다.
70년대，홍콩에서 약국 보지림(寶芝林)을 개설했다.
1984년, 영국 정부로부터 대영 제국 훈장 5등급(MBE)을 받았다.
1996년 봄 미국 샌프란시스코 암스트롱 대학에서 명예 문학박사 학위를 받았다. 이 해 암으로 홍콩에서 사망하였다.